# WASP-16
WASP-16  — жовтий карлик на Головній Послідовності спектрального класу G3V з видимою зоряною величиною в смузі V 11m, що розташована  у сузір'ї Діви.

## Планетарна система
Дана зоря має позасонячну планету WASP-16b, яку було відкрито в рамках проекту СуперWASP у 2009 р. Ця планета виявилася черговим гарячим Юпітером.
| Планета (по порядку віддалення від зорі) | Маса             | Радіус           | Велика піввісь (а.о.) | Орбітальний період (діб)       | Нахил орбіти (°) | Ексцентриситет орбіти | Кіл-ть супутників |
| ---------------------------------------- | ---------------- | ---------------- | --------------------- | ------------------------------ | ---------------- | --------------------- | ----------------- |
| WASP-16b                                 | 0.855 ± 0.059 MJ | 1.008 ± 0.071 RJ | 0.0421+0.001 −0.0018  | 3.1186009+0.0000146 −0.0000131 | ?                | 0                     | ?                 |

## Див.також
- WASP-15
- WASP-16b
- WASP-17
- СуперWASP
- HATNet Проект або HAT
- Перелік екзопланет